# Joseph Charles Haydon
Joseph Charles Haydon, britanski general, * 18. april 1899, † 8. november 1970.